# Pascal Diethelm
Pour les articles homonymes, voir Diethelm.
Pascal A. Diethelm est né le 1er décembre 1944 à Genève. Titulaire d'une maîtrise universitaire en sciences (économie) à l'Université de Genève, il est pendant trente ans fonctionnaire de l’OMS, en charge à la fin de sa carrière du service de technologie de l'information. Il est considéré comme un lanceur d'alerte dans le domaine du tabac, et préside l'association OxySuisse.

## Biographie
Pascal Diethelm est président d’OxySuisse, association suisse de lutte contre le tabagisme, membre fondateur de la Framework Convention Alliance, fédération mondiale d'associations chargées de superviser la mise en œuvre de la Convention-cadre de l'OMS pour la lutte antitabac (CCLAT), et vice-président du Comité national contre le tabagisme (CNCT), association française consacrée à la lutte anti-tabac.

### Affaire Rylander
Avec Jean-Charles Rielle, Pascal Diethelm révèle en mars 2001 le cas de Ragnar Rylander, professeur à l'Université de Genève sous contrat avec le cigarettier Philip Morris à partir de 1972. Ragnar Rylander produit de nombreuses études minimisant ou niant les effets néfastes du tabac. À la suite des révélations de Pascal Diethelm qui l'accusait de « fraude scientifique », Ragnar Rylander engage des poursuites judiciaires en diffamation contre Pascal Diethelm.
L'enquête confirme toutefois que l'ensemble des faits mis en lumière par Pascal Diethelm étaient avérés. Après un premier jugement cantonal arbitraire annulé par le Tribunal fédéral,, le professeur Rylander est reconnu coupable en 2003 de « fraude scientifique sans précédent, dans le domaine du tabagisme passif » par la Chambre pénale de la Cour de justice de Genève,,.
Les investigations effectuées par Pascal Diethelm pour sa défense et celle du Dr Jean-Charles Rielle dans le cadre de l'affaire Rylander révèlent que la multinationale Philip Morris a acquis secrètement, en 1972, un laboratoire de recherche biologique en Allemagne, INBIFO, où sont conduites des expériences animales sur la fumée du tabac, supervisées de façon occulte par le professeur Ragnar Rylander pour le compte de la filiale américaine de Philip Morris. Ces recherches ont mis en évidence la grande toxicité de la fumée passive, résultat qui a été dissimulé par la compagnie de tabac. La revue médicale The Lancet publie un article sur cette affaire, également citée par la presse en Allemagne, et aux États-Unis,.

## Engagement et distinctions
Pascal Diethelm reçoit en octobre 2007 le International Tobacco Industry Documents Award. Ce prix est attribué par l'Université de Californie à San Francisco et le Public Health Advocacy Institute pour récompenser l'utilisation novatrice des documents de l'industrie du tabac,. Il est aussi récompensé par l'Organisation mondiale de la santé qui lui a attribué en mai 2013 le World No Tobacco Day Award pour « avoir travaillé sans relâche à dévoiler la vérité sur les agissements de l'industrie du tabac ». La revue The Lancet le présente comme un opposant « infatigable » de l'industrie du tabac.
Pascal Diethelm étudie, en collaboration avec le professeur Martin McKee (en), le phénomène désigné par l'anglicisme « dénialisme »,,, ou le néologisme « dénisme » (parfois appelé, improprement, révisionnisme ou négationnisme scientifique).
Pascal Diethelm est aussi membre du comité de rédaction de la revue Tobacco Control, publiée par le groupe du British Medical Journal. Il est distingué comme l'un des Outstanding Reviewers de la revue en janvier 2016.

## OxySuisse
Pascal Diethelm est le président de l'association OxySuisse. Aussi connue sous le nom d'OxyRomandie, elle est fondée en 2000 et coordonne les initiatives populaires contre la fumée passive dans quatre cantons de Suisse romande (Genève, Fribourg, Neuchâtel et Vaud). En 2016, OxySuisse demande à l'Office fédéral des douanes de lui donner accès au prix des cigarettes vendues en Suisse. L'industrie du tabac s'oppose à la demande, mais, dans son arrêt du 1er mai 2020, le Tribunal administratif fédéral rejette les arguments des multinationales du tabac et ordonne la remise des informations demandées,.